# Leanda Cave
Leanda Cave (Louth, 9 de marzo de 1978) es una deportista británica que compitió en triatlón.
Ganó una medalla de oro en el Campeonato Mundial de Triatlón de 2002, una medalla de plata en el Campeonato Europeo de Triatlón de 2002 y una medalla de oro en el Campeonato de Oceanía de Triatlón de 2006. Además, obtuvo dos medallas en el Campeonato Mundial de Triatlón de Larga Distancia, en los años 2007 y 2011.
En Ironman consiguió dos medallas en el Campeonato Mundial, en los años 2011 y 2012. En Ironman 70.3 obtuvo tres medallas en el Campeonato Mundial entre los años 2007 y 2012, y una medalla de plata en el Campeonato Europeo de 2014.

## Palmarés internacional
| Campeonato Mundial    | Campeonato Mundial  | Campeonato Mundial | Campeonato Mundial |
| Año                   | Lugar               | Medalla            | Prueba             |
| --------------------- | ------------------- | ------------------ | ------------------ |
| 2002                  | Cancún (México)     | Medalla de oro     | Individual         |
| Campeonato Europeo    |                     |                    |                    |
| Año                   | Lugar               | Medalla            | Prueba             |
| 2002                  | Győr (Hungría)      | Medalla de plata   | Individual         |
| Campeonato de Oceanía |                     |                    |                    |
| Año                   | Lugar               | Medalla            | Prueba             |
| 2006                  | Geelong (Australia) | Medalla de oro     | Individual         |

| Campeonato Mundial | Campeonato Mundial         | Campeonato Mundial | Campeonato Mundial |
| Año                | Lugar                      | Medalla            | Prueba             |
| ------------------ | -------------------------- | ------------------ | ------------------ |
| 2007               | Lorient (Francia)          | Medalla de oro     | Individual         |
| 2011               | Henderson (Estados Unidos) | Medalla de plata   | Individual         |

| Campeonato Mundial | Campeonato Mundial     | Campeonato Mundial | Campeonato Mundial |
| Año                | Lugar                  | Medalla            | Prueba             |
| ------------------ | ---------------------- | ------------------ | ------------------ |
| 2011               | Hawái (Estados Unidos) | Medalla de bronce  | Individual         |
| 2012               | Hawái (Estados Unidos) | Medalla de oro     | Individual         |

| Campeonato Mundial | Campeonato Mundial          | Campeonato Mundial | Campeonato Mundial |
| Año                | Lugar                       | Medalla            | Prueba             |
| ------------------ | --------------------------- | ------------------ | ------------------ |
| 2007               | Clearwater (Estados Unidos) | Medalla de bronce  | Individual         |
| 2010               | Clearwater (Estados Unidos) | Medalla de plata   | Individual         |
| 2012               | Henderson (Estados Unidos)  | Medalla de oro     | Individual         |
| Campeonato Europeo |                             |                    |                    |
| Año                | Lugar                       | Medalla            | Prueba             |
| 2014               | Wiesbaden (Alemania)        | Medalla de plata   | Individual         |